# Francesco Mazza
Francesco Mazza (Rivanazzano, 25 ottobre 1841 – Torino, 16 maggio 1924) è stato un politico e generale italiano.

## La gestione dell'emergenza seguita al Terremoto di Messina
Il 2 gennaio 1909 venne nominato Regio Commissario straordinario, dotato di pieni poteri, della città di Messina, in regime di stato d'assedio poiché devastata da un catastrofico sisma. Sostituì il sindaco Gaetano D'Arrigo Ramondini che, scampato alla morte, ma preso dal panico, era stato accusato di essersi allontanato dalla città in macerie, e di essersi reso irreperibile per almeno un giorno.
Il re Vittorio Emanuele III, giunto in Messina alcuni giorni dopo il disastro, rimosse dall'incarico il Sindaco D'Arrigo e, dopo aver proclamato lo Stato d'assedio conferì i pieni poteri al generale Mazza che li espletò per poco più di un mese, allorquando venne sostituito da una amministrazione commissariale civile. Le fonti dell'epoca narrano come Mazza non fosse in grado di far fronte alla immane emergenza, commettendo un gran numero di gravi errori. 
Il suo operato venne duramente criticato dalla stampa e dalla successiva pubblicazione di approfondimenti sui fatti. Le cronache del tempo riportano che Mazza impartiva i suoi ordini da una nave militare ormeggiata al porto senza mai scendere a terra e che ordinò l'immediato recupero di oro, denaro e beni di valore tra le rovine delle banche cittadine a discapito del salvataggio dei feriti sotto le macerie Propose altresì il cannoneggiamento di ciò che rimaneva della città siciliana quando ancora si rinvenivano persone vive sotto le macerie. Molti militari italiani ai suoi ordini si macchiarono di innumerevoli abusi e crimini ai danni della popolazione terremotata, come la crudele fucilazione di un quindicenne intento a cercare tra le macerie i propri genitori, riferita nei dettagli dal senatore messinese Giovanni Alfredo Cesareo seguita da decine di altre esecuzioni sommarie di cittadini messinesi, scambiati per sciacalli, ma che in realtà erano intenti a frugare tra le macerie delle proprie abitazioni al fine di riuscire a racimolare qualcosa per nutrirsi o ripararsi dalle intemperie. A tal proposito, nacque spontanea la domanda del giornalista de l'Avanti! Oddino Morgari che si domandò come mai "si fucilavano coloro che rubavano ai morti, sempre che non stessero cercando i propri cari sotto le macerie, quando invece non si fucilò chi rubava ai vivi" facendo riferimento all'incredibile serie di furti commessi dai militari italiani.

## Influenza culturale
La colorita espressione "non capire una mazza" ebbe origine proprio a seguito della deleteria gestione dell'emergenza del terremoto operata dal generale Mazza..